# Hina Hayata
Hina Hayata (Kitakyushu, 7 de julho de 2000) é uma mesa-tenista japonesa.

## Carreira
Hayata foi membro da equipe feminina japonesa que ganhou o ouro no Campeonato Mundial Júnior de Tênis de Mesa de 2016. Ela também ganhou prata nas duplas femininas e duplas mistas. Ela ganhou a medalha de bronze em duplas femininas no Campeonato Mundial de Tênis de Mesa de 2017 com Mima Ito. Ela ganhou vários títulos de duplas no ITTF World Tour, incluindo as Grandes Finais em 2016 e 2018.
No ITTF Portugal Open 2019, ela causou uma grande surpresa ao derrotar a quatro vezes campeã da Copa do Mundo Feminina Liu Shiwen por 4–3. Ela derrotou outra jogadora chinesa Hu Limei antes de vencer o torneio ao derrotar sua compatriota Honoka Hashimoto na final.
Nos Jogos Olímpicos de Verão de 2024, em Paris, conquistou a medalha de prata na disputa de equipes femininas, ao lado de Miwa Harimoto e Miu Hirano. Além disso, conseguiu o bronze na competição individual feminina.